# Institut de formation de manipulateur d'électroradiologie médicale
En France, l'institut de formation de manipulateur d’électroradiologie médicale (IFMEM) forme les étudiants souhaitant être titulaires du diplôme de technicien supérieur en imagerie médicale et radiologie thérapeutique. La formation dure 36 mois dont 17 semaines de cours théoriques (en institut agréé par le ministère de la Santé) et 24 semaines de stage. Les instituts sont rattachés auprès du Ministère de la Santé, des agences régionales de santé, ou auprès des centres hospitaliers universitaires (CHU).

## Organisation de la scolarité
En France, la formation s'effectue, en alternance,  en trois ans, soit six semestres de vingt semaines chacun,  et débouche sur un diplôme d'État ou un diplôme de technicien supérieur (DTS) selon le ministère de formation (respectivement Ministère de la Santé et Ministère de l'Éducation nationale).  Les instituts de formation passent une convention avec une université disposant d'une composante santé. Cette convention détermine les modalités de participation de l'université à la formation.